# Кьяппини, Барбара
Барбара Кьяппини (2 ноября 1974, Пьяченца) — итальянская модель, актриса театра и кино.

## Биография
Училась игре на скрипке четыре года в консерватории родного города. В 1993 году выиграла конкурс красоты «Итальянка для Мисс Мира», и впоследствии приняла участие в конкурсе «Мисс Мира», выиграв титул «Мисс фотогеничность». В том же году, дебютировала на телевидении, в варьете «Buona Domenica». Появлялась на обложках трёх эротических календарей в 2002, 2003 и 2004 годах. Участвовала в мыльной опере «Un Posto al Sole» и в реалити-шоу «L’Isola dei FAMOSI». Сейчас активно снимается в фильмах и сериалах.

## Карьера

### Театр
- 2005 — Много шума из ничего Уильяма Шекспира, партнёрша Доменико Пантано
- 2006 — Per…il solito vizietto Марии Терезы Аугуглиаро, партнёрша Фабио Тести, Barbara Pedrotti, Giuditta Saltarini, Джанни Надзаро
- 2007 — Nel momento giusto nel posto sbagliato Киро Керути
- 2007 — Cari bugiardi Алана Айкборна

### Телевидение
- 1995 — Nati per vincere
- 1996 — Cinema sotto le stelle
- 1999—2000 — Number two
- 2000 — Domenica In
- 2003 — L’isola dei famosi — Concorrente
- 2003 — Sognando Hollywood

### Фильмы и телефильмы
- 1998 — Папарацци
- 1999 — T’amo e t’amerò
- 2001 — Vento di primavera — Innamorarsi a Monopoli
- 2002 — Le ragazze di Miss Italia
- 2003 — Il latitante
- 2005 — Midsummer Dream
- 2011 — Police Station